# UEFA 여자 네이션스리그
UEFA 여자 네이션스리그(UEFA Women's Nations League)는 유럽 축구 연맹(UEFA) 회원국의 여자 국가대표팀이 참가하는 국가 대항 축구 대회로, 유럽 축구 연맹 소속 여자 국가대표팀들을 실력 순서대로 3개 리그(리그 A, 리그 B, 리그 C)로 나누어 편성하여 진행하는 승강제 대회다.

## 타 대회와의 연계성
본 대회의 신설에 따라 UEFA 유럽 여자 축구 선수권 대회 예선과 FIFA 여자 월드컵 유럽 지역 예선의 포맷이 본 대회와 동일하게 바뀌었다. 따라서 UEFA 여자 네이션스리그 시즌에서 있었던 디비전 변동은, 여자 네이션스리그의 다음 시즌이 아닌, 본 시즌 직후의 선수권 대회의 예선에 반영된다.

## 역대 시즌
첫 시즌인 2023-24년 시즌은 추춘제로 진행되었으며, 두 번째 시즌부터는 춘추제로 진행된다.

### 역대 결승전 & 3･4위 결정전
| 시즌    | 개최국                     | 결승전 | 결승전 | 결승전 | 3·4위 결정전 | 3·4위 결정전 | 3·4위 결정전 |
| 시즌    | 개최국                     | 우승   | 득점   | 준우승 | 3위          | 득점         | 4위          |
| ------- | -------------------------- | ------ | ------ | ------ | ------------ | ------------ | ------------ |
| 2023-24 | 프랑스 · 네덜란드 · 스페인 | 스페인 | 2 - 0  | 프랑스 | 독일         | 2 - 0        | 네덜란드     |

## 같이 보기
- UEFA 네이션스리그